# Sinagoga di Ontagnano
La sinagoga di Ontagnano, oggi dismessa, è situata a Ontagnano, frazione del Comune di Gonars, al terzo piano di un palazzo privato. 

## La storia
La piccola comunità ebraica di Ontagnano allestì la propria sinagoga all'interno di un palazzo privato. Il matroneo fu ricavato in una stanza adiacente da cui ci si poteva affacciare sulla sala di preghiera attraverso una feritoia aperta nella parete divisoria.  
Con il declino demografico della comunità per l'emigrazione verso i centri maggiori della regione, la sinagoga venne chiusa e privata dei suoi arredi. A testimonianza della funzione liturgica dell'ambiente, resta il soffitto decorato con stucchi a forma di stella di David.
Grazie ad un mutuo sostenuto anche dalla Regione, il Comune di Gonars ha nel 2008 stanziato fondi per i lavori di restauro dell'edificio delle sinagoga e il recupero della sala di preghiera. Il progetto, affidato all'arch. Francesco Toso, dovrebbe completarsi nei prossimi anni. 